# Ellicottville (village, New York)
Ne doit pas être confondu avec Ellicottville (New York).
Ellicottville est un village situé dans le comté de Cattaraugus, dans l'État de New York, aux États-Unis,. En 2020, il comptait une population de 284 habitants, estimée au 1er juillet 2021 à 284 habitants.

## Démographie
Lors du recensement de 2020, le village comptait une population de 284 habitants. Elle est estimée, en 2021, à 284 habitants.